# Peucedanum achaicum
Peucedanum achaicum är en flockblommig växtart som beskrevs av Eugen von Halácsy. Peucedanum achaicum ingår i släktet siljor, och familjen flockblommiga växter. Inga underarter finns listade i Catalogue of Life.